# 古谷知之
古谷 知之（ふるたに ともゆき、1973年 - ）は、情報学者（博士〈工学〉）である。先端モビリティ（ドローン・自動運転など）の社会実装、先端技術と安全保障、応用統計学、都市工学などを専門領域とする。慶應義塾大学総合政策学部教授、慶應義塾大学SFC研究所「ドローン社会共創コンソーシアム」「次世代テクノロジー＆ファイナンス・コンソーシアム」代表、UAVデモンストレーション実行委員会委員長。

## 経歴・人物
兵庫県出身で、慶應義塾大学総合政策学部を卒業後、東京大学大学院工学系研究科で博士課程を修了し、2015年に慶應義塾大学で総合政策学部教授に就く。2016年から無人航空機を駆使した社会実現を目的とする「ドローン社会共創コンソーシアム」の代表として、日本で初めて屋外でドローンのデモンストレーションを催す。

## 略歴
- 1996年 慶應義塾大学総合政策学部卒業
- 1998年 東京大学大学院総合文化研究科広域科学専攻修士課程修了
- 2001年 東京大学大学院工学系研究科都市工学専攻博士課程修了
- 2001年4月 東京大学新領域創成科学研究科研究員（ -2001年6月）
- 2001年7月 東京大学大学院工学系研究科助手（ -2003年3月）
- 2003年4月 慶應義塾大学環境情報学部専任講師（ -2007年3月）
- 2007年4月 慶應義塾大学総合政策学部准教授（ -2015年3月）
- 2015年4月 慶應義塾大学総合政策学部教授
- 2018年3月 ウィーン大学日本学研究所 客員研究員（ -2019年2月）
- 2018年9月 チュラロンコン大学コミュニケーション・アート学部 客員教授（ -2019年2月）
- 2020年10月 広島大学情報科学部客員教授（ -2021年3月）

## 著作

### 論文
- 「環境分野で広がるドローン利用の可能性」『生活と環境』第61巻第12号（2016年12月）：11-17。
- 「Future Mobilityを実現するスマートシティ」『都市計画』第67巻第6号（2018年11月）：34-37。
- 古谷知之・南正樹「ドローン前提社会」『国際交通安全学会誌』第44巻第2号（2019年10月）：8-15。
- Sho Kashiwagi, Hayato Nagai, TomoyukiFurutani, “Expanding the concept of the VFR market: Excavating ‘hidden VFR travellers’,” Tourism Management Perspectives  33(2020).
- Thanapumm Limsiritong, Tomoyuki Furutani, Karnjira Limsiritong, “A qualitative case study of Japanese long-stay to a knot of new wave issues of multiracial Thai-Japanese in Thailand,” Tourism and Sustainable Development Review (2020).

### 主著
- 『ベイズ統計データ分析』（朝倉書店, 2008年）
- 『Rによる空間データの統計分析』（朝倉書店, 2011年）

### 共編著
- 『地域交通の未来 : ひと・みち・まちの新たな絆』（日経BP社, 2006年）
- 『統計応用の百科事典』（丸善出版, 2011年）
- 「データ科学をビジネスに結びつける」坂内正夫著『ビッグデータを開拓せよ　解析が生む新しい価値』（KADOKAWA, 2015年）
- 「医療費適正化の重点対策地域と有効な方法をみつける」印南一路編著『再考・医療費適正化』（有斐閣, 2016年）
- 「自動運転時代の日本の戦略」「モビリティと人の未来」編集部編『モビリティと人の未来: 自動運転は人を幸せにするか』（平凡社, 2019年）
- Ian Banerjee, Tomoyuki Furutani, “Strategic spatial planning, “smart shrinking,” and the deployment of CAVs in rural Japan,” in AVENUE21. Politische und planerische Aspekte der automatisierten Mobilität, ed. Mathias Mitteregger et al. (Springer,2021),239-268.
- Tomoyuki FURUTANI, Masaki MINAMI,“Drones for Disaster Risk Reduction and Crisis Response,” in Emerging Technologies for Disaster Resilience, ed. Mihoko Sakurai, Shaw Rajib (Springer,2021).

### メディア出演・講演等
- 自由民主党安全保障調査会にて「ウクライナの戦場における無人機の運用と課題」と題して講演(2022年3月4日)[4]
- サンデーステーション（2022年3月13日）[5]
- 産経新聞（2022年3月31日）[6]
- 日経ビジネス（2022年4月15日）[7]